# 夹信子镇
夹信子镇，是中华人民共和国黑龙江省双鸭山市宝清县下辖的一个乡镇级行政单位。

## 行政区划
夹信子镇下辖以下地区：
第一社区、夹信子村、徐马村、勇进村、合作村、团结村、七一村、西沟村、头道村、二道村、三道村、河泉村、宏泉村、林泉村、向山村、奋斗村和光辉村。